# Жан-Мари Пфаф
Жан-Мари Пфаф (на нидерландски: Jean-Marie Pfaff) е бивш белгийски футболен вратар.
Той е роден на 4 декември 1953 година в Лебеке, Източна Фландрия. От ранна възраст започва да играе за клуба „Беверен“, с който печели купата на Белгия (1978) и шампионата на страната (1979). От 1982 до 1988 година е в германския клуб „Байерн Мюнхен“, с който три пъти печели германския шампионат (1985, 1986 и 1987) и два пъти националната купа (1984 и 1986). Между 1976 и 1987 година участва в 64 мача на националния отбор, включително на европейските първенства през 1980 и 1984 година и на световните първенства през 1982 и 1986 година.